# Pieter Lyonet
Pieter Lyonet, född 1707 i Maastricht, död 1789 i Haag, var en nederländsk zoolog. 
Lyonet var verksam som advokat och holländsk statssekreterare. Han lämnade viktiga bidrag till insekternas morfologi, såsom Traité anatomique de la chenille qui ronge le bois de saule (med 18 planscher, 1760), vilket arbete vittnar om den noggrannhet, med vilken redan då insektsanatomins detaljer behandlades. Postumt utgavs hans Recherches sur l'anatomie et les metamorphoses de différentes espéces d'insectes (med 54 planscher, 1832).